# フォスター郡 (ノースダコタ州)
フォスター郡（英: Foster County）は、アメリカ合衆国ノースダコタ州の中央部東に位置する郡である。2010年国勢調査での人口は3,343人であり、2000年の3,759人から11.1％減少した。郡庁所在地はカーリントン市（人口2,065人）であり、同郡で人口最大の町でもある。

## 地理
アメリカ合衆国国勢調査局に拠れば、郡域全面積は647平方マイル (1,675.7 km2)であり、このうち陸地は635平方マイル (1,644.6 km2)、水域は12平方マイル (31.1 km2)で水域率は1.78％である。

### 主要高規格道路
- アメリカ国道52号線
- アメリカ国道281号線
- ノースダコタ州道9号線
- ノースダコタ州道20号線
- ノースダコタ州道200号線

### 隣接する郡
- エディ郡 - 北
- グリッグス郡 - 東
- スタッツマン郡 - 南
- ウェルズ郡 - 西

### 国立保護地域
- アロウウッド国立野生生物保護区（部分）

## 人口動態
以下は2000年の国勢調査による人口統計データである。
| 基礎データ - 人口: 3,759人 - 世帯数: 1,540 世帯 - 家族数: 1,031 家族 - 人口密度: 2人/km2（6人/mi2） - 住居数: 1,793軒 - 住居密度: 1軒/km2（3軒/mi2） 人種別人口構成 - 白人: 99.02% - アフリカン・アメリカン: 0.13% - ネイティブ・アメリカン: 0.43% - その他の人種: 0.05% - 混血: 0.37% - ヒスパニック・ラテン系: 0.19% 先祖による構成 - ドイツ系：43.1％ - ノルウェー系：31.0％ - アイルランド系：5.4％ 年齢別人口構成 - 18歳未満: 26.2% - 18-24歳: 5.5% - 25-44歳: 25.9% - 45-64歳: 21.0% - 65歳以上: 21.4% - 年齢の中央値:40歳 - 性比（女性100人あたり男性の人口） - 総人口: 98.8 - 18歳以上: 95.8 | 世帯と家族（対世帯数） - 18歳未満の子供がいる: 31.0% - 結婚・同居している夫婦: 57.5% - 未婚・離婚・死別女性が世帯主: 6.4% - 非家族世帯: 33.0% - 単身世帯: 30.6% - 65歳以上の老人1人暮らし: 16.0% - 平均構成人数 - 世帯: 2.39人 - 家族: 2.99人 収入と家計 - 収入の中央値 - 世帯: 32,019米ドル - 家族: 40,469米ドル - 性別 - 男性: 31,442米ドル - 女性: 19,750米ドル - 人口1人あたり収入: 17,928米ドル - 貧困線以下 - 対人口: 9.3% - 対家族数: 7.6% - 18歳未満: 10.9% - 65歳以上: 12.4% |

## 都市と町

### 都市
- カーリントン - 郡庁所在地
- グレンフィールド
- グレースシティ
- マクヘンリー

注: ノースダコタ州の法人化された自治体は、その大きさに拠らず全て「市」になる

### その他の町
- バーロウ
- ボーデュラック
- ジュアニータ
- メルビル

### 郡区
| - バートセル - ボーデュラック - ブセファリア - カーリントン - イーストマン - エスタブルック | - フローランス - グレンフィールド - ヘイブン - ラーラビー - ロングビュー - マクヘンリー | - マッキノン - メルビル - ノードモア - ローリングプレーリー - ローズヒル - ワイアード |